# Gilles Pudlowski
Gilles Pudlowski (ur. 15 listopada 1950 w Metzu) – francuski dziennikarz, pisarz, krytyk literacki i gastronomiczny polsko-żydowskiego pochodzenia.

## Życiorys
Gilles Pudlowski urodził się w Metz, w żydowskiej rodzinie polskich imigrantów. Jego dziadek, Józef Pudłowski, był robotnikiem w Solvay SA. Jego rodzice urodzili się w Polsce, ojciec w Łodzi, a matka w Zamościu.
Prowadzi blog les Pieds dans le Plat, pisze dla Saveurs, Cuisine et Vins de France i Les Dernières Nouvelles d’Alsace. Jest także autorem przewodników Pudlo.
Jego szczególnie znany ze współpracy z tygodnikiem Le Point, którego był oficjalnym felietonistą od 1986 do 2014 roku. Był starszym reporterem, odpowiadał za strony turystyczne i gastronomiczne, aktywnie współpracował przy dziale literackim.

## Odznaczenia
- Chevalier de l'ordre national du Mérite (2009)[7]
- Chevalier de l'ordre des Arts et des Lettres (1986)
- Chevalier de l'ordre du Mérite agricole (1996)